# Herzzeitvolumen
Das Herzzeitvolumen (HZV, englisch cardiac output CO) ist das Volumen des Blutes, das pro Zeitspanne vom Herzen gepumpt wird (Volumenstrom). Die übliche Maßeinheit in der Humanmedizin ist Liter pro Minute, wobei dann vom Herzminutenvolumen (HMV), früher auch Minutenvolumen des Herzens, gesprochen wird.
Das Herzzeitvolumen ist ein Maß für die Pumpleistung des Herzens bezüglich der transportierten Blutmenge. Es sollte nicht mit dem Blutvolumen und auch nicht mit der Strömungsgeschwindigkeit des Blutes im Kreislauf verwechselt werden. Das zur besseren interindividuellen Vergleichbarkeit durch die Körperoberfläche dividierte Herzzeitvolumen heißt Herzindex (kardialer Index; englisch cardiac index). Erste wissenschaftliche Erwähnung fand das Herzzeitvolumen bei William Harvey, der mit seiner 1628 veröffentlichten Berechnung des Halbstundenvolumens einen Beweis für die Existenz des Blutkreislaufs lieferte.

## Anmerkung
Im Englischen werden sowohl die Herzleistung als auch das Herzzeitvolumen als cardiac output bezeichnet.

## Physiologie und Berechnungen
Im engeren Wortsinne bezeichnet das Herzzeitvolumen das pro Zeit in den Körperkreislauf gepumpte Volumen, dies wird gelegentlich durch die Bezeichnung Körperzeitvolumen verdeutlicht. 
Das Herzzeitvolumen HZV entspricht dem Volumen, welches pro Herzschlag aus dem Herzen ausgeworfen wird (SV) multipliziert mit der Herzfrequenz HF:
{\displaystyle HZV_{\text{[L/min]}}=SV_{\text{[L/Schlag]}}\times HF_{\text{[Schläge/min]}}}
Bei einem gesunden Menschen von 70 kg beträgt das Herzzeitvolumen etwa 5L/min, eine Herzfrequenz von 70/min vorausgesetzt. Das Schlagvolumen wäre hier etwa 70 ml.
Da die linke und die rechte Herzkammer bei Säugetieren in Reihe („in Serie (hintereinander) geschaltet“) wirken, ist das pro Zeit in den Lungenkreislauf ausgeworfene Volumen im zeitlichen Mittel dasselbe wie das Körperzeitvolumen. Bei sehr genauer Betrachtung der Gefäßversorgung von Lunge und Herz ergibt sich, dass das Körperzeitvolumen etwa 1 % größer als das Lungenzeitvolumen ist. Das Herz befördert also genau das Volumen in den großen Kreislauf, welches ihm im venösen Schenkel angeboten wird. Ausnahmen bestehen bei Shunts.

### Unterschiede bei Shunts
Beim Rechts-links-Shunt ist das Körperzeitvolumen (nennenswert) größer als das Lungenzeitvolumen; beim Links-rechts-Shunt ist das Körperzeitvolumen kleiner als das Lungenzeitvolumen.
Allgemein (nicht nur bei bidirektionalen Shunts; bei unidirektionalen Shunts ist das andere Shuntzeitvolumen eben null) gilt die Gleichung Herzzeitvolumen + Links-rechts-Shuntzeitvolumen = Lungenzeitvolumen + Rechts-links-Shuntzeitvolumen.  Streng genommen muss bei der Beurteilung des Herzzeitvolumens neben dem Lungenzeitvolumen auch noch das sogenannte Lymphzeitvolumen (bis zu 30 l/d) berücksichtigt werden.

### Regulation
Die Herzleistung wird in erster Linie durch den Sauerstoffbedarf des Gewebes im Körper gesteuert. Im Gegensatz zu anderen Pumpsystemen ist das Herz eine Bedarfspumpe, die ihre Leistung nicht selbst reguliert. Steigt der venöse Rücklauf, z. B. bei Muskelarbeit, erhöht sich das HZV über die Herzfrequenz HF. Dies wird vermittelt über den Gauer-Henry-Reflex.

## Normalwerte
- In Ruhe beträgt das Herzminutenvolumen beim gesunden erwachsenen Menschen etwa 4,5–5 l/min. Der untere Normwert für den Herzindex liegt bei 2,5 (l/min)/m².
- Bei trainierten erwachsenen Sportlern steigt das Herzzeitvolumen unter maximaler Belastung bis auf 36 l/min an.[18] Für eine Leistung von 200 W ist ein HZV von 20 l/min erforderlich.[19]

## Messung

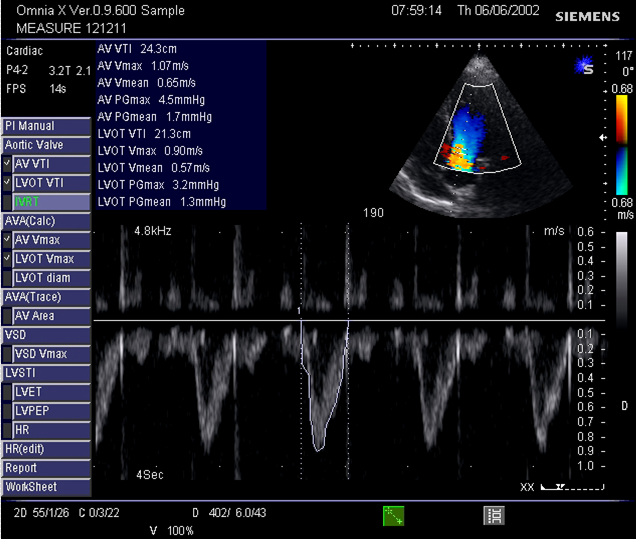
Umfahrung des PW-Doppler-Signals im LVOT: Velocity Time Integral (VTI)

Das Herzzeitvolumen kann in der klinischen Praxis nur indirekt gemessen werden. Dazu gibt es verschiedene Methoden:
1. In der Echokardiografie: Einfach ist es aus dem Schlagvolumen und der Herzfrequenz berechenbar: HMV = Herzfrequenz × Schlagvolumen. Das Schlagvolumen und die Herzfrequenz können aus der Echokardiografie abgeschätzt werden. Der Durchmesser des linksventrikulären Ausflusstraktes (LVOT) wird im 2D-Bild gemessen und daraus wird mit Hilfe der Kreisformel A = πr² die Querschnittsfläche berechnet. Diese Querschnittsfläche wird dann mit der Umfahrung der PW-Doppler-Kurve im LVOT, dem Velocity Time Integral (VTI), sowie mit der Herzfrequenz (HF) multipliziert. HMV = π × LVOT²/4 × VTI × HF.[20]
2. Etwas aufwändiger ist die Thermodilution. Dabei wird eine definierte Menge an kalter Flüssigkeit injiziert und der Temperaturverlauf des Blutes in der Folge über eine Thermosonde aufgezeichnet. Über die Schnelligkeit der Temperaturnormalisierung kann das HMV berechnet werden. Eine Möglichkeit, dieses in der Praxis umzusetzen, ist der Swan-Ganz-Katheter. Hierbei handelt es sich um einen Katheter, der durch eine große Vene am Hals (in der Regel Vena jugularis interna oder Vena subclavia) durch die rechte Herzhälfte bis in die Lungenarterie vorgeschoben wird. Zum Beispiel mit Hilfe einer integrierten Heizspirale kann hiermit auch kontinuierlich (also ohne dass zwischenzeitlich Flüssigkeit injiziert wird) das HZV bestimmt werden.
3. Ähnlich funktionieren Farbstoffverdünnungsverfahren. Auch hier ist ein Herzkatheter erforderlich. Man spricht von der Indikatorverdünnung und verwendet als Farbstoff zum Beispiel die Substanz Cardiogreen.[21]
4. Modellbasierte Verfahren berechnen nach Kalibrierung durch ein anderes Verfahren (zum Beispiel Thermodilution) das HMV kontinuierlich aus der durch einen arteriellen Katheter gemessenen arteriellen Blutdruckkurve. Man spricht von der Druckkurvenanalyse. Ein Beispiel hierfür ist das PiCCO (Pulscontour Continuous Cardiac Output) System der Firma Pulsion®, das insbesondere im Vergleich zum Swan-Ganz-Katheter den Vorteil bietet, ein deutlich weniger invasives Verfahren zu sein, da hierzu kein Katheter durch das Herz bis in die Lungenarterie vorgeschoben werden muss.
5. Das Lungenzeitvolumen (in l/min) lässt sich nach dem Fickschen Prinzip berechnen, indem die Sauerstoffaufnahme (in ml/min), welche über eine Atemmaske bestimmbar ist, durch die Differenz des Sauerstoffgehalts des arteriellen und zentralvenösen Blutes (in ml/l) dividiert wird. Nachdem zuvor das Ruhe-Herzminutenvolumen des Menschen noch auf drei bis zwölf Liter geschätzt worden war, wurde die genauere Methode von Adolf Fick[22] (1829–1901) jahrzehntelang die Referenzmethode[23] der HMV-Bestimmung.
6. Auch mit Hilfe der Nuklearkardiologie (und der Nuklearpulmologie) kann das HMV (beziehungsweise das identische Lungenzeitvolumen) nuklearmedizinisch bestimmt werden.
7. Auch mit Hilfe der Kernspinuntersuchung kann das HMV bestimmt werden.
8. Bei der Rückatmungsmethode wird das Herzzeitvolumen aus der Kohlensäureabgabe errechnet. Bei diesem nicht invasiven Verfahren wird ein Rückatmungssack verwendet. Von allen Verfahren der Atemgasanalyse ist diese Methode zur Bestimmung des Herzminutenvolumens am zuverlässigsten.[24]
9. Beim ebenfalls nicht invasiven Verfahren der Fremdgasanalyse werden gut lösliche Inertgase wie Lachgas oder Freon benutzt. Beschrieben werden drei Methoden: ein Rückatmungsverfahren mit Helium oder Acetylen, ein Steady-state-Verfahren und die Ganzkörperplethysmografie mit Distickstoffmonoxid.
10. Unter der Kardiokymographie versteht man die Bewegungsanalyse des linksventrikulären Impulses. Diese Bewegungsanalyse ist ein altes Verfahren, welches als Apexkardiographie und als Röntgenkymographie lange Jahre eingesetzt wurde. Es zählt zu den nicht invasiven Verfahren.
11. Ein weiteres Verfahren bietet die Impedanzkardiografie. Hier wird das Schlagvolumen durch Messung der elektrischen Widerstandsänderung im Thorax bestimmt.
12. Ähnliches erwartet man auch von der Ganzkörperbioimpedanztechnologie.
13. Philipp Broemser und Otto Friedrich Ranke empfahlen 1930 und 1933 die Sphygmographie zur unblutigen Bestimmung des Schlagvolumens. Durch Multiplikation mit der Herzfrequenz erhält man das Herzzeitvolumen.[25]
14. Ein ähnliches (sphygmometrisches) Verfahren war die Wezler-Böger-Methode auf der Grundlage von Otto Franks Forschungen.[26]
15. Ebenfalls nur noch medizinhistorische Bedeutung hat das Ballistokardiogramm. Bei einem liegend aufgehängten Patienten wird das Schlagvolumen aus dem Rückstoß des aus den beiden Herzkammern ausgeschleuderten Blutes berechnet.[27]
16. Ebenso ist das Elongationsballistokardiogramm völlig veraltet. Während der Austreibungsphase des Blutes aus dem Herzen verlagert sich der Schwerpunkt des Patienten kopfwärts. Wenn man die Masse des auf einem Quecksilberbad schwimmenden Bettes zum Patientengewicht addiert, kann man mit einer komplizierten Formel das Schlagvolumen und so das Herzzeitvolumen berechnen.[28]
17. Im Gegensatz zu diesen historischen Verfahren gibt es zwei weitere moderne Verfahren. Auch sie sind nicht ausgereift, noch ungenau und von fraglicher klinischer Relevanz. Zu nennen sind hier die elektrische Kardiometrie zur Bestimmung des Herzzeitvolumens und
18. außerdem das Verfahren der Bioreaktanz ebenfalls zur Bestimmung des Herzzeitvolumens und des peripheren Widerstandes. Der Einsatz von Computern zur Bestimmung des Schlagvolumens und damit auch des HZV wurde schon 1969 von Rudolf Groß beschrieben.[29]
19. Das Herzzeitvolumen von Kunstherzen (Kreislaufunterstützungssystem) wird gerätespezifisch abhängig von der eingesetzten Mechanik ermittelt. Moderne Geräte erlauben „eine stärkere Kreislaufunterstützung von bis zu 5,9 l/min“ („maximale mittlere Flussrate“ und „maximale Flussrate“).[30][31]

## Medizinische Bedeutung
Das Herzzeitvolumen ist abhängig von Herzkraft, Herzarbeit, Herzleistung, Herzfrequenz, Herzrhythmus, Vorlast (Preload), Nachlast (Afterload) und Kontraktilität des Herzens.
Aus praktischen Erwägungen hat sich zur Beurteilung der Pumpfunktion eher der Wert der Ejektionsfraktion (der Prozentanteil des Schlagvolumens am höchsten Volumen des linken Ventrikels am Ende der Diastole) eingebürgert, da er direkt aus der Echokardiografie ablesbar ist. Das Herzminutenvolumen wird dagegen bei aufwändigeren Herzkatheteruntersuchungen bestimmt. Die Ejektionsfraktion ist jedoch kein Maß für die Schwere einer Herzinsuffizienz.
„Das Herzminutenvolumen stellt für die kardiale Funktionsdiagnostik eine zentrale Größe dar. – Für Herzkatheterlaboratorien und Herzfunktionslaboratorien ist die direkte Messung mit etablierten Methoden obligat.“

### Verringertes Herzzeitvolumen
Ein verringertes Herzzeitvolumen findet sich bei verminderter Pumpleistung der linken oder rechten Herzkammer. Das Herzminutenvolumen ist herabgesetzt bei Herzkrankheiten wie Kardiomyopathien und anderen Formen der Herzinsuffizienz. Auch Herzklappenerkrankungen können das Herzzeitvolumen reduzieren, ebenso eine Schilddrüsenunterfunktion (Hypothyreose). Die Erniedrigung des Herzzeitvolumens beim Herzinfarkt ist abhängig von der Schwere des Infarktes.

### Erhöhtes Herzzeitvolumen
Eine Tachykardie steigert das Herzzeitvolumen. Ein erhöhtes Herzzeitvolumen findet sich bei Fieber, Hyperthyreose und Blutarmut. Auch in hyperdynamen Schockzuständen, wie z. B. dem septischen Schock, kann das HZV erhöht sein, obwohl eine Minderperfusion von Organen vorliegen kann, was auf eine Erniedrigung des peripheren Widerstands zurückzuführen ist. Während der Schwangerschaft besteht ebenfalls ein erhöhtes Herzzeitvolumen. Grund dafür ist die Vergrößerung der Blutmenge während der Schwangerschaft um etwa 1½ Liter, um die Versorgung von Plazenta und Gebärmutter zu gewährleisten. Durch die Anlage eines Shunts zur Nierendialyse kann sich das Herzzeitvolumen um bis zu 3 l/min vergrößern.

## Kombiniertes Herzzeitvolumen
Das Herzzeitvolumen der rechten Herzhälfte ist mit dem der linken Herzhälfte identisch, solange keine Shunts vorliegen. Bei jedem Herzschlag (Herzzyklus) pumpt das Herz also das doppelte Herzzeitvolumen. Als kombiniertes Herzzeitvolumen wird die Summe der Herzzeitvolumina beider Herzhälften bezeichnet. 
Hierbei handelt es sich um ein nützliches Maß für die Untersuchung des fetalen Blutkreislaufs mit dem Zusammenspiel von Foramen ovale und Ductus arteriosus Botalli.

## Geschichte
Erste Berechnungen des HZV hat schon William Harvey (1578–1657) angestellt. Er untersuchte ein menschliches Herz eine halbe Stunde lang und ermittelte ein Schlagvolumen von nur einer halben Unze (= 18 ml). Bei einem Puls von 64/min errechnet sich so ein HZV = 1,15 l/min.
Hans Schadewaldt erläutert Harveys Berechnung anders und kommt zu einem ganz anderen Ergebnis: In einer halben Stunde werden bei einem Puls von 70 Schlägen/min von der linken Herzhälfte etwa 2000 Drachmen Blut gepumpt. Das seien etwa 7 Liter in 30 Minuten; daraus errechnet sich ein HZV = 0,233 l/min. Schadewaldt schreibt nicht, wie schwer eine Drachme (= Quentchen) ist. Üblicherweise wurde damals definiert, dass acht Drachmen oder vier Lot eine Unze ausmachen. 2000 Drachmen in 30 Minuten ergeben nach dieser Definition ein HZV von 2000/30 = 67 Drachmen/min oder etwa 8 Unzen/min oder HZV = 0,24 l/min, aber nur wenn man für eine Unze 30 ml  ansetzt.
Adolf Fick hat 1870 das HZV mit dem nach ihm benannten Fickschen Prinzip viel genauer bestimmt. Danach wurden zahlreiche Alternativen und Verbesserungen vorgeschlagen.
Otto Klein (1891–1968) hat am 1. August 1930 in der Münchener Medizinischen Wochenschrift eine Arbeit zur Bestimmung des Minutenvolumens nach dem Fickschen Prinzip veröffentlicht. Dazu musste er in der Deutschen Universität Prag seine Patienten nach dem Verfahren von Werner Forßmann (im Frühjahr 1929 in Berlin im Selbstversuch erstmals von diesem praktiziert) mit einem Rechtsherzkatheter versorgen. Otto Klein maß die Differenzen der Sauerstoffkonzentration zwischen dem venösen und dem arteriellen Blut und ermittelte bei seinen ersten drei Patienten auf diese Art (siehe oben Verfahren Nummer 5) Herzzeitvolumina von 4,46 l/min, von 6,67 l/min und von 4,20 l/min. Kleins Vorgesetzter Wilhelm Nonnenbruch zeigte jedoch kein Interesse an diesen Forschungen. Als Jude musste Otto Klein 1938 nach Buenos Aires emigrieren. Aber schon 1933 fuhr er nach Boston, um sein Verfahren dort vorzustellen; auch hier stieß er jedoch nur auf Ablehnung. Erst zwölf Jahre später erkannten Cournand und Richards in den USA die zentrale Bedeutung dieser Bestimmung des Herzzeitvolumens.
Die Berechnungen des Herzzeitvolumens waren in der Vergangenheit kompliziert und ungenau. Hilfsweise hat man mit Hilfe eines Röntgen-Thorax das Herzvolumen bestimmt und eine Proportionalität zwischen dem Herzvolumen und dem Herzzeitvolumen postuliert. Zusätzlich berechnete man zum Beispiel einen Herzvolumenleistungsquotienten, indem man das Herzvolumen durch den maximalen Sauerstoffpuls dividierte. Der Sauerstoffpuls war der Quotient aus der Sauerstoffaufnahme pro Minute und der Pulsfrequenz.